# Gross-Pitaevskii-Gleichung
Die Gross-Pitaevskii-Gleichung (nach Eugene P. Gross und Lew Petrowitsch Pitajewski) beschreibt die zeitliche Entwicklung des Kondensats {\displaystyle \psi ({\vec {r}},t)} eines quantenmechanischen Vielteilchensystems in einem externen Potential {\displaystyle V({\vec {r}},t)}:
{\displaystyle \mathrm {i} \hbar {\frac {\partial \psi }{\partial t}}=\left[-{\frac {\hbar ^{2}}{2m}}{\vec {\nabla }}^{2}+V({\vec {r}},t)+g|\psi |^{2}\right]\psi }
Die Funktion {\displaystyle \psi ({\vec {r}},t)}  ist der Ordnungsparameter des Phasenübergangs. Der Parameter {\displaystyle g\,} beschreibt, ob die Wechselwirkung anziehend ({\displaystyle g<0\,}) oder abstoßend ({\displaystyle g>0\,}) ist.
Die Gross-Pitaevskii-Gleichung spielt eine wichtige Rolle bei der theoretischen Behandlung von bosonischen Quantenflüssigkeiten wie Bose-Einstein-Kondensaten (BEC), Supraleitern und Supraflüssigkeiten. Sie beinhaltet unter anderem solitäre Lösungen (nichtlineare Wellen) und Vortices (quantisierte Wirbel). Sie entspricht einer Molekularfeldnäherung mit der Wechselwirkung mit dem mittleren Feld der übrigen Bosonen im nichtlinearen Term.
Berücksichtigt man auch elektrisch geladene Teilchen (Ladung {\displaystyle q\,}, Vektorpotential {\displaystyle {\vec {A}}}), so muss man den Impulsoperator ersetzen: {\displaystyle -\mathrm {i} \hbar {\vec {\nabla }}\rightarrow -\mathrm {i} \hbar {\vec {\nabla }}+q{\vec {A}}}. In diesem Fall wird aus der Gross-Pitaevskii-Gleichung die Ginzburg-Landau-Gleichung, die der phänomenologischen Beschreibung von Supraleitern dient.

## Interpretation
Den Freiheitsgrad {\displaystyle \psi ({\vec {r}},t)} der Gross-Pitaevskii-Gleichung, ein klassisches komplexwertiges Feld, kann man als Mittelwert eines Feldoperators {\displaystyle {\hat {\psi }}({\vec {r}},t)} interpretieren. Die Approximation des Feldoperators durch den Mittelwert ist zulässig, wenn sich viele Teilchen im selben quantenmechanischen Einteilchenzustand befinden, was nur bei Bosonen möglich ist.
Im Rahmen der Quantenmechanik entspricht die Gross-Pitaevskii-Gleichung in diesem Sinn den Maxwell-Gleichungen.
Im Fall {\displaystyle g=0} entfällt die Nichtlinearität und es besteht formale Übereinstimmung mit der 1-Teilchen-Schrödingergleichung. Die Freiheitsgrade der Schrödingergleichung sind allerdings die Teilchenkoordinaten. Eine Herleitung der Gross-Pitaevskii-Gleichung aus der Schrödingergleichung ist mit Hilfe des Formalismus der zweiten Quantisierung möglich.

## Energie und Dispersion
Die Energiedichte eines Systems, das durch die Gross-Pitaevskii-Gleichung beschrieben wird, ist gegeben durch:
{\displaystyle \epsilon \left[\psi \right]={\frac {\hbar ^{2}}{2m}}|{\vec {\nabla }}\psi |^{2}+V|\psi |^{2}+{\frac {1}{2}}g|\psi |^{4}}
Die Dispersionsrelation lautet:
{\displaystyle E=\hbar \omega ={\sqrt {{\frac {\hbar ^{2}k^{2}}{2m}}\left({\frac {\hbar ^{2}k^{2}}{2m}}+2g|\psi |^{2}\right)}}}

### Andere Arbeiten
- Alexander Pascal Guthmann: Numerische Simulation der Gross-Pitaevskii-Gleichung für ein Bose-Einstein-Kondensat in dynamischer Unordnung. TU Kaiserslautern 2020 (alexanderguthmann.de [PDF]).

### Fachartikel
- László Erdős, Benjamin Schlein, Horng-Tzer Yau: Rigorous Derivation of the Gross-Pitaevskii Equation. In: Physical Review Letters. Band 98, Nr. 4, 26. Januar 2007, S. 040404, doi:10.1103/PhysRevLett.98.040404 (englisch).
- Anthony J. Leggett: Bose-Einstein condensation in the alkali gases: Some fundamental concepts. In: Reviews of Modern Physics. Band 73, Nr. 2, 24. April 2001, S. 307–356, doi:10.1103/RevModPhys.73.307 (englisch).

### Originalarbeiten
- E. P. Gross: Structure of a quantized vortex in boson systems. In: Il Nuovo Cimento. Band 20, Nr. 3, Mai 1961, S. 454–477, doi:10.1007/BF02731494 (englisch).
- L.P. Pitaevskii: Vortex Lines in an Imperfect Bose Gas. In: JETP. Band 13, Nr. 2, 1961, S. 451 (englisch, ras.ru [PDF]).